# Marilyn (opera)
Marilyn, il cui sottotitolo è Scene degli anni '50 in due atti da documenti di vita americana, è un'opera di Lorenzo Ferrero su libretto inglese-italiano di Floriana Bossi e dell'autore. 
Il testo è costituito da una raccolta di frammenti tratti da documenti politici, sociali e culturali di vita americana e presenta due differenti piani linguistici: l'inglese per le parti cantate (affidate esclusivamente a quattro personaggi), la lingua del paese in cui avviene la rappresentazione per le parti recitate.
Ambientata in due spazi, uno dei quali rappresenta la vita personale di Marilyn Monroe (1926-1962) e l'altro momenti di vita civile e politica americana, la storia intreccia il mito e il declino della star cinematografica fino alla sua misteriosa morte, a momenti simbolici del mito americano. Marilyn è dunque vista come una vittima involontaria della cultura di massa del suo tempo, una figura solo superficialmente serena e ottimista; un'eroina suo malgrado, la cui contraddittoria personalità è rappresentata nei dodici quadri, equamente distribuiti nei due atti. Il lavoro è stato eseguito per la prima volta al Teatro dell'Opera di Roma il 23 febbraio 1980. 

## Esecuzioni
Dopo la prima diretta da Gianluigi Gelmetti con la regia di Maria Francesca Siciliani e le scene di Uberto Bertacca, l'opera ha avuto successive produzioni in Germania, allo Staatstheater Kassel il 18 giugno 1982 per documenta, con la direzione di Alexander Sander, la regia di Peter Werhan e le scene di Michael Scott, e in Finlandia a Vaasa il 14 gennaio 1993 con la direzione di Martti Tiainen, la regia di Jussi Tapola e le scene di Taina Relander. La produzione è stata ripresa il 31 ottobre 1995 al Teatro Nazionale Finlandese.

## Compagnia di canto della prima
| Personaggio | Registro vocale       | Compagnia della prima, 23 febbraio 1980 (Direttore: Gianluigi Gelmetti) |
| --- | --------------------- | ----------------------------------------------------------------------- |
| Marilyn Monroe, attrice statunitense                                                                                          | soprano di coloratura | Emilia Ravaglia                                                         |
| Douglas MacArthur, generale statunitense                                                                                      | basso-baritono        | Mario Basiola                                                           |
| Wilhelm Reich, psichiatra | tenore lirico         | Robert Dumé                                                             |
| Allen Ginsberg, poeta statunitense                                                                                            | cantante jazz-rock    | Federico Troiani                                                        |
| Yves Montand, cantante e attore francese                                                                                      | attore                |                                                                         |
| Timothy Leary, scrittore statunitense                                                                                         | attore                | Luigi Mezzanotte                                                        |
| Majorettes, intellettuali, studenti, figuranti, comparse, coro; parte di 19 ruoli parlati, da distribuire fra 8 o più attori. |                       |                                                                         |

## Trama
Atto I
Una scena di vita americana: majorettes a Central Park – Marilyn pensa alla propria infanzia. In Corea il Generale MacArthur ricorda di fronte ai soldati il proprio discorso al Congresso in favore della guerra. Marilyn si lamenta della propria vita e di essere solo un sex symbol. Davanti al giudice sfilano vari personaggi accusati di appartenere o di simpatizzare per il partito comunista. Sullo sfondo si bruciano libri, fra cui quelli di Wilhelm Reich; questi, sull'orlo della follia, ricorda le proprie teorie e si sente perseguitato come Cristo. Parallelamente, in un duetto immaginario, Marilyn parla ancora di sé e delle proprie difficoltà.
Atto II
In un locale jazz si riuniscono intorno a Ginsberg i poeti della beat generation. Marilyn cena con Yves Montand e gli consegna una propria poesia. Rimasta sola canta un inno alla notte. Sfila una silenziosa marcia studentesca per la pace. Marilyn telefona al suo psicoanalista. Timothy Leary spiega agli studenti gli effetti dell'LSD. Marilyn in preda ad alcol e sedativi racconta la propria disperazione ad una bambola. Due figure minacciose si avvicinano a lei. Una scena di vita americana: la folla e le majorettes passano indifferenti sopra il cadavere di Marilyn.

## Arie ed estratti significativi
L'aria di Marilyn Night of the Nite è stata pubblicata separatamente e una Marilyn Suite è stata eseguita dalla orchestra della RAI di Milano nel 1981 e ai Donaueschinger Musiktage nel 1982.